# Neogene dynaeus
Neogene dynaeus là một loài bướm đêm thuộc họ Sphingidae. Loài này có ở Brasil.
Nó giống với Neogene reevi.